# Standvolleyball

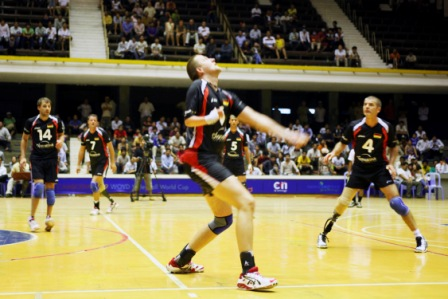
Team Deutschland

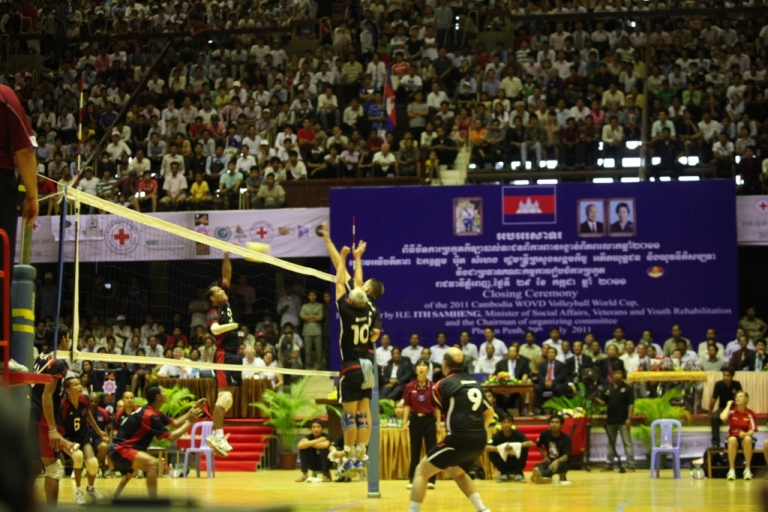
Deutschland gegen Kambodscha

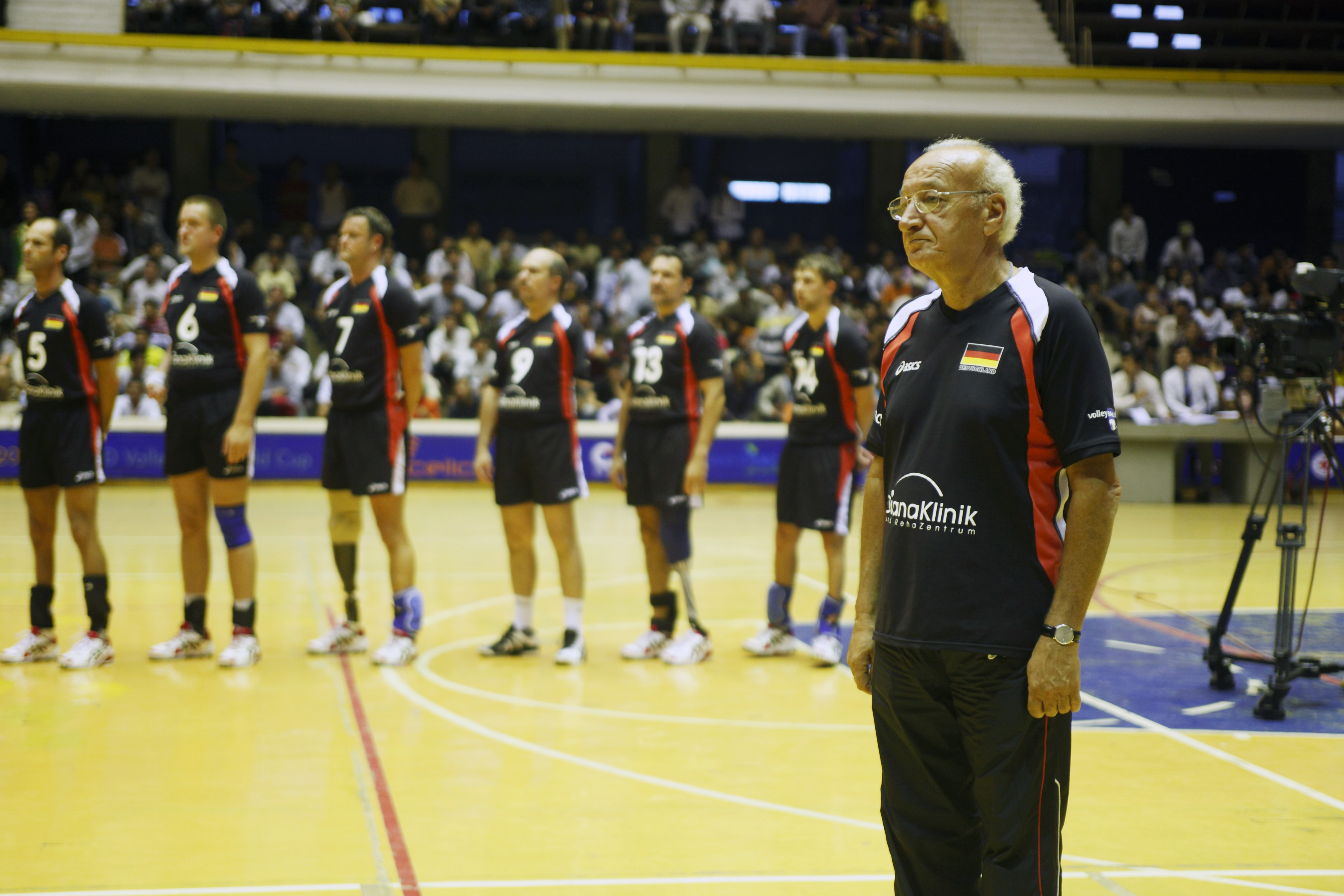
Team Deutschland

Standvolleyball (Standing Volleyball) ist eine Mannschaftssportart im Behindertensport. Spielweise und Regeln sind identisch mit denen im Volleyball. Der Begriff "Standvolleyball" wurde gewählt, um im Behindertensport von der zweiten Variante "Sitzvolleyball" zu unterscheiden.
Zwei Mannschaften mit jeweils sechs Spielern treten auf einem durch ein Netz geteiltes Spielfeld gegeneinander an. Ziel des Spiels ist es, den Volleyball durch Pritschen, Baggern, Blocken, Angriffsschläge und Leger über das Netz auf den Boden der gegnerischen Spielfeldhälfte zu spielen und zu verhindern, dass Gleiches dem Gegner gelingt. Eine Mannschaft darf den Ball zuzüglich zum Block dreimal in Folge berühren, um ihn zurückzuspielen.
Bis 2000 war die Sportart paralympisch. Nach den Spielen in Sydney ist sie aus dem paralympischen Programm genommen worden und Sitzvolleyball verblieb als einzige Volleyballdisziplin bei den Paralympischen Spielen. Seitdem gab es internationale Turniere auf Basis von Sponsoren- und Spendengeldern. Mittlerweile konzentrieren sich die verbliebenen Länder auf die Disziplin Beachvolleyball (Standing).

## Organisation
International ist Standvolleyball und Beachvolleyball im Behindertensport an World ParaVolley (ehem. WOVD) angegliedert. Finanziell sind die Standvolleyball-Nationalmannschaften autonom. Über die Verbände werden nur Mannschaften finanziert, die auch paralympisch sind. Einige Länder, z. B. Sri Lanka, sind organisatorisch und finanziell über das Militär organisiert. Die deutsche Volleyball-Nationalmannschaft der Behinderten ist organisatorisch an den Deutschen Behindertensportverband (DBS) angegliedert. Die Finanzierung erfolgt ausschließlich aus Spenden und Sponsorengeldern ohne finanzielle Unterstützung des Verbands.

## Geschichte
Seit dem Jahr 2000 ist Standvolleyball nicht mehr paralympisch. Bei den Paralympischen Spielen 2000 in Sydney holte die Deutsche Volleyball-Nationalmannschaft Gold. Während dieser Spiele tagte das Internationale Paralympische Komitee (IPC) und beschloss, nur noch eine Art von Volleyball als paralympische Disziplin zuzulassen. Standvolleyball hatte gegenüber Sitzvolleyball das Nachsehen. Die deutsche Volleyball-Nationalmannschaft der Behinderten ist als vierfacher Paralympics-Sieger (1988 in Seoul, 1992 in Barcelona, 1996 in Atlanta, 2000 in Sydney), vierfacher Weltmeister (1985 in Norwegen, 1989 in den USA, 1990 in Frankreich, 2008 in der Slowakei), fünffacher Europameister (1985 in Norwegen, 1987 in Frankreich, 1989 in Polen, 1993 in Frankreich, 1995 in Polen) und dreifacher Weltcup-Sieger (2007, 2009 und 2011 in Kambodscha) die weltweit erfolgreichste Mannschaft. Trainiert wird sie seit 1983 von Athanasios Papageorgiou.

## Deutsche Beachvolleyball-Nationalteams der Behinderten
Die deutsche Volleyball-Nationalmannschaft der Behinderten beschloss 2014, sich komplett auf Beachvolleyball zu fokussieren. Ein Großteil der Hallenvolleyballer wurde 2014 in die Beachvolleyball-Nationalteams der Behinderten übernommen. Seit 1983 ist Athanasios Papageorgiou Bundestrainer der Hallenvolleyballer und jetzt auch der Beachvolleyballer. Spieler und Funktionäre wohnen im ganzen Land verteilt. Da sich das Team ausschließlich über Spenden und Sponsorengelder finanziert, findet der Trainingsalltag kostenbewusst regional statt. Jeder Nationalspieler trainiert und spielt in einer nichtbehinderten Mannschaft und nimmt am Spielbetrieb der Landesverbände des Deutschen Volleyball-Verband (DVV) teil.

## Internationale Turniere
Von 1980 bis 2000 war Standvolleyball eine paralympische Disziplin. In dieser Zeit wurden auch Europameisterschaften ausgetragen, die 2001 durch Weltcups ersetzt wurden. 2011 fand der letzte Weltcup statt (in Phnom Penh, Kambodscha). Seit 2011 werden internationale (Test-)Turniere im Beachvolleyball ausgetragen. Der Weltverband World ParaVolley setzt sich aktuell dafür ein, Beachvolleyball zu entwickeln und als paralympische Disziplin aufzunehmen.

## Regeln
Die Regeln entsprechen dem nichtbehinderten Volleyball. Auch Netzhöhe (2,43 m bei Männern), Spielfeldabmessungen (16 m × 8 m) und Spielgeräte sind identisch. Es stehen 6 Spieler auf dem Feld. Es gibt pro Satz 15 Punkte, bei drei Gewinnsätzen. Die einzige Ausnahme besteht in der Zusammensetzung der Mannschaft: Es bilden drei an Stelle von zwei Spielern ein Team und die Athleten sind in zwei Kategorien von Behinderungsgraden eingeteilt:
- A) Minimal handycap, z. B. steifes Sprunggelenk oder deformierte Finger an einer Hand
- B) Behinderung, z. B. amputierter Unterschenkel, amputierter Arm, stark verkürztes Bein o. ä.

Damit die Mannschaften bei einem Spiel vergleichbare Chancen haben, darf maximal ein Spieler mit einem minimal handycap auf dem Spielfeld stehen.